# Каумакани (Хаваји)
Каумакани (енгл. Kaumakani) насељено је место за статистичке потребе у америчкој савезној држави Хаваји. По попису становништва из 2010. у њему је живело 749 становника.

## Демографија
Према попису становништва из 2010. у граду је живело 749 становника, што је 142 (23,4%) становника више него 2000. године.
| Група             | 2000.       | 2010.       |
| Белци             | 19 (3,1%)   | 27 (3,6%)   |
| Афроамериканци    | 0 (0,0%)    | 0 (0,0%)    |
| Азијати           | 469 (77,3%) | 501 (66,9%) |
| Хиспаноамериканци | 32 (5,3%)   | 40 (5,3%)   |
| Укупно            | 607         | 749         |